# Фридрих Вилхелм (Золмс-Браунфелс)
Фридрих Вилхелм (на немски: Friedrich Wilhelm zu Solms-Braunfels, * 11 януари 1696, Браунфелс, † 24 февруари 1761, Браунфелс) е първият княз на Золмс-Браунфелс.

## Произход и управление
Той е син на граф Вилхелм Мориц фон Золмс-Браунфелс (1651 – 1724) и съпругата му Магдалена София фон Хесен-Хомбург (1660 – 1720), дъщеря на ландграф Вилхелм Христоф фон Хесен-Хомбург.
Фридрих Вилхелм наследява след смъртта на баща му на 19 февруари 1724 г. неговата титла и става граф на Золмс-Браунфелс, Грайфенщайн и Хунген, Текленбург, Крихинген и Линген, господар на Мюнценберг, Вилденфелс, Зоневалде, Пютлинген, Дортвайлер и Бокоурт. Той е болнав и управлява рядко лично. Обаче води успешна сватбарска политика и може да ожени децата си в могъщи фамилии на страната.
Заради финансови затруднения Фридрих Вилхелм продава град Бутцбах (от 1478 г. собственост на фамилията) на 17 март 1741 г. на Хесен-Дармщат.
На 22 май 1742 г. император Карл VII издига Дом Золмс-Браунфелс на имперски князе.
Фридрих Вилхелм умира през 1761 г. и е наследен от най-големия му син Фридрих Вилхелм Ернст.

## Фамилия
Първи брак: с принцеса Магдалена Хенриета фон Насау-Вайлбург (1691 – 1725), дъщеря на княз Йохан Ернст фон Насау-Вайлбург. С нея той има един син (наследника му) и две дъщери:
- Фердинанд Фридрих Вилхелм Ернст (1721 – 1783), ∞ София Христина Вилхелмина фон Золмс-Лаубах (1741 – 1772)

Втори брак: на 9 май 1726 г. с графиня София Магдалена Бенигна фон Золмс-Лаубах (1707 – 1744), дъщеря на граф Карл Ото фон Золмс-Лаубах-Утфе и Текленбург. Те имат 11 деца:
- Улрика Луиза фон Золмс-Браунфелс (1731 – 1792), ∞ 10 октомври 1746 г. за ландграф Фридрих IV фон Хесен-Хомбург (1724 – 1751); от 1751 до 1766 г. регент на Ландграфство Хесен-Хомбург.
- Амалия Елеонора (1734 – 1811), ∞ 16 декември 1765 за княз Карл Лудвиг фон Анхалт-Бернбург-Шаумбург-Хойм (1723 – 1806)
- Магдалена София (1742 – 1819), ∞ 22 април 1778 за принц Виктор Амадей фон Анхалт-Бернбург-Шаумбург-Хойм (1744 – 1790)
- Христина Шарлота Фридерика (1744 – 1823), ∞ 26 март 1780 за граф Симон Август фон Липе-Детмолд (1727 – 1782)

Трети брак: с пфалцграфиня Шарлота Катарина фон Биркенфелд-Гелнхаузен (1699 – 1785), дъщеря на пфалцграф Йохан Карл фон Биркенфелд-Гелнхаузен. Бракът е бездетен.